# کلر نیترات
کلر نیترات (به انگلیسی: Chlorine nitrate) با فرمول شیمیایی ClNO۳ یک ترکیب شیمیایی با شناسه پاب‌کم ۱۱۴۹۳۴ است. که جرم مولی آن ۹۷٫۴۶ g/mol می‌باشد. کلر نیترات یکی از گازهای مهم اتمسفری حاضر در لایه استراتوسفر است. همچنین یکی از عوامل نشت کلر مؤثر در از بین رفتن لایه اوزون می‌باشد.

## خصوصیات شیمیایی
کلرنیترات به‌طور انفجاری با فلزات، کلرید فلزات، الکل‌ها، اترها و بیشتر مواد آلی واکنش می‌دهد زمانیکه تا حد تجزیه شدن حرارت داده شود، گازهای سمی کلر و اکسیدهای نیتروژن (NOx) را آزاد می‌کند.

## تولید
- کلر نیترات را می‌توان از واکنش دی‌کلرید مونواکسید و دی‌نیتروژن پنتااکسید در دمای صفر درجه سلسیوس به صورت زیر تولید کرد[۱]

{\displaystyle {\ce {Cl2O + N2O5 -> 2ClONO2}}}همچنین از واکنش کلرفلوئورید و نیتریک اسید که منجر به تولید هیدروفلوئوریک اسید به عنوان محصول جانبی تولید می‌شود می‌توان این ماده را تولید کرد.

## واکنش ها
این ماده با آلکن ها واکنش میدهد:
{\displaystyle {\ce {(CH3)2C=CH2 + ClONO2 -> O2NC(CH3)2CH2CL}}}
همچنین کلر نیترات با کلرید فلزات نیز واکنش می‌دهد. برای مثال در واکنش با تیتانیم (IV) کلرید تولید تیتانیم (IV) نیترات می‌کند.
{\displaystyle {\ce {4 ClONO2 + TiCl4 -> Ti(NO)3 + 4 Cl2}}}